# هربرتس کوکورس
هربرتس کوکورس (زاده ۱۷ مه ۱۹۰۰ در لیپایا، امپراتوری روسیه - ۲۳ فوریه ۱۹۶۵ در شانگریلا، اروگوئه) خلبانی لتونیایی بود. وی یکی از اعضای آراس کماندو بود که در کشتار یهودیان لتونی به عنوان بخشی از هولوکاست نقش داشت. اگرچه چندین شاهد عینی وجود داشتند که وی را به جنایات جنگی مرتبط می‌کردند، کوکورس هرگز محاکمه نشد. وی در سال ۱۹۶۵ توسط عوامل سرویس اطلاعاتی اسرائیل (موساد) ترور شد. مأمور موساد با نام رمز «کونزل» که کوکورس را کشت و گاد شیمرون روزنامه‌نگار کتابی به نام «اعدام جلاد ریگا» نوشتند که در آن آن‌ها کوکورس را «قصاب ریگا» نامیده و بعدها این اصطلاح توسط چندین منبع استفاده شد.